# Archibald Campbell, 2:e earl av Argyll
Gillespie Archibald Campbell, 2:a earlen av Argyll, född 28 februari 1465 i Argyllshire, Skottland, död 9 september 1513 i Branxton, Northumberland, England, var en skotsk adelsman och politiker som dödades i slaget vid Flodden.

## Biografi
Archibald var den äldste sonen till Colin Campbell, 1:e earl av Argyll och Isabel Stewart, dotter till John Stewart, 2:e Lord Lorne. Han utsågs till hovmästare för det kungliga hushållet för James IV av Skottland den 24 mars 1495. Efter en kris om lag och ordning i västra Skottland utsågs Argyll till guvernör för Tarbert Castle och Baillie of Knapdale, och detta följdes upp genom en utnämning till kunglig löjtnant i det tidigare Lordship of the Isles den 22 april 1500. Argyll befordrades så småningom till positionen som Lord High Chancellor of Scotland. Hans "klan" hade bara konkurrens av Clan Gordon.
Earlerna av Argyll hade ärftlig rätt som sheriffer av Lorne och Argyll. Ett utkast till förteckning från 1504 av parlamentet i Skottland registrerar emellertid en begäran om att Argyll skulle ha sin Sherriff Court i Perth, där kungen och hans råd lättare kunde övervaka förfarandet, om earlen beslogs med fel. Historikern Norman Macdougall anser att denna klausul kan ha provocerats av Argylls släktskap med Torquil MacLeod och MacLean of Duart. Dessa västliga chefer stödde det undertryckta öarnas herravälde.
Earlen av Argyll dödades i slaget vid Flodden den 9 september 1513, tillsammans med kungen och många andra. Han är begravd vid Kilmun Parish Church.

### Familj
Med sin hustru Elizabeth, dotter till John Stewart, 1st Earl of Lennox , hade Argyll barnen:
- Janet Campbell, grevinnan Antholl (1468 – 1546),[6]
- Margaret Campbell, som gifte sig med John Erskine, 5:e Lord Erskine
- (1472 – 1546),[6]
- Dougal Campbell (1478 – 1588),[6]
- Colin Campbell,[1] 3:e Earl of Argill, (1480 – 1552) [6]
- Alexander Archibald Campbell of Skipness (1485 - 1537),[6] (flydde från Edinburgh Castle), andra make till Janet Douglas, Lady Glamis,
- Sir John Campbell Lord of Cawdor (1485 - 1546),[6] förfader till Earls Cawdor,
- Donald Campbell Abbot av Coupar Angus (1492 - 1562),[6]
- Isabel Campbell (1484 – 1553),[6] gift med Gilbert Kennedy, 2:a earlen av Cassilis,
- Janet Mary Campbell (1483 – 1545),[6] gift med John Stewart, andra earlen av Atholl,
- Jean Moir Campbell (1498 – 1533),[6] gift med Sir John Lamont, son Duncan Lamont,
- Catherine Campbell (1494 – 1577),[6] gift första gången med Lachlan Cattanach Maclean, 11:e chef för Duart, gift andra gången med Archibald Campbell från Auchinbreck,
- Marion Campbell, gift med Sir Robert Menzies,
- Elen Campbell, gift med Sir Gavin Kennedy från Blairquhan,
- Mary Campbell, gift James Stewart, 4:e Earl av Bute.